# Villamesías
Villamesías es un municipio y localidad española de la provincia de Cáceres, en la comunidad autónoma de Extremadura. El término municipal, ubicado en el partido judicial de Trujillo, tiene una población de 275 habitantes (INE 2024).

## Geografía
Integrado en la comarca de Trujillo, se sitúa a 77 km de la capital provincial. Su término municipal está atravesado por la autovía del Suroeste (A-5) entre los pK 275 y 282. El relieve es predominantemente llano, estando el territorio atravesado por los ríos Búrdalo y Burdalillo. La altitud del municipio oscila entre los 418 m (cerro La Muda) y los 320 m. El paisaje es el típico extremeño, con numerosas dehesas y protegido por el oeste y el norte por la sierra de Montánchez y la sierra de Santa Cruz. El pueblo se alza a 366 m sobre el nivel del mar.
| Noroeste: Ibahernando y Puerto de Santa Cruz | Norte: Puerto de Santa Cruz | Noreste: Abertura            |
| Oeste: Robledillo de Trujillo                |                             | Este: Abertura               |
| Suroeste: Escurial                           | Sur: Escurial               | Sureste: Abertura y Escurial |

## Historia
En 1594 bajo la denominación de Burdalo formaba parte de la Tierra de Trujillo en la provincia de Trujillo
A la caída del Antiguo Régimen la localidad se constituyó en municipio constitucional en la región de Extremadura, desde 1834 quedó integrado en el partido judicial de Trujillo. En el censo de 1842 contaba con 120 hogares y 657 vecinos.Hacia mediados del siglo XIX la villa tenía contabilizadas 140 casas. Aparece descrita en el decimosexto volumen del Diccionario geográfico-estadístico-histórico de España y sus posesiones de Ultramar de Pascual Madoz de la siguiente manera:

VILLAMESIA: v. con ayunt. en la prov. y aud. terr. de Cáceres (8 leg.), part. jud. de Trujillo (4), dióc. de Plasencia (18), c. g. de Estremadura (Badajoz (18): sit. entre 2 pequeñas colinas en terreno pantanoso, es de clima cálido y sujeto á intermitentes é inflamatorias: tiene 140 casas de un solo piso, sin alineacion ni comodidad; escuela dotada con 1,460 rs. de los fondos públicos, á la que asisten 50 niños de ambos sexos; igl. parr. (Sto. Domingo de Guzman), curato de entrada y provision ordinaria. Se surte de aguas potables en 5 pozos de las inmediaciones. Confina el térm. por N. con el de Puerto de Sta. Cruz; E. Abertura; S. y O. con las deh. Caballerias de Trujillo, estendiéndose 3/4 leg. de N. á S., 1/2 leg. de E. á O. y comprende 2,550 fan., de las cuales son laborables 1,500, y de estas se labra cada año la tercera parte; las restantes sirven para pasto, aunque con dificultad por estar cubiertas de mata zarpera y multitud de canchales ó peñascos. Le bañan los arroyos Búrdalo y Burdalillo, que casi rodean el pueblo y son de escaso caudal. El terreno es desigual, y su fertilidad puede graduarse en 6 fan. por 1 en el trigo y cebada, y 8 en el centeno y avena. caminos: cruza de É. á O. la carretera de Madrid á Badajoz, participando de las ventajas que esta ofrece; los demas son vecinales y cómodos: el correo se recibe en la estafeta del Puerto de Sta. Cruz, donde queda diariamente al paso del conductor del general. prod.: los cereales ya referidos y garbanzos; se mantiene ganado lanar, cabrio, vacuno y de cerda, y se cria caza menuda. ind. y comercio: 8 telares de lienzos ordinarios: los sobrantes de sus frutos se llevan á los mercados de Trujillo. pobl.: 120 vec., 657 alm. cap. prod.: 980,800 rs., el imp.: 49,040. contr.: 6,136 rs. 4 mrs. presupuesto municipal 5,000, del que se pagan 2,000 al secretario, y se cubre con el fondo de propios.
Esta v. era de señorio del conde de losCorbos; por su sit. en la carretera, fue destruida durante la guerra de la independencia.
(Madoz, 1850, p. 189)

## Demografía
Villamesías cuenta con una población de 275 habitantes (INE 2024).
| Gráfica de evolución demográfica de Villamesías entre 1842 y 2021                                                   |
| |
| Población de derecho según los censos de población del INE Población de hecho según los censos de población del INE |

## Patrimonio
En la localidad hay una iglesia parroquial bajo la advocación de Santo Domingo de Guzmán. Pertenece a la Archidiócesis de Mérida-Badajoz, Diócesis de Plasencia, arciprestazgo de Miajadas.